# Iglesia de San Pedro Apóstol (Dehesa de Cuéllar)
La iglesia de San Pedro Apóstol de Dehesa de Cuéllar, municipio de Cuéllar, provincia de Segovia, comunidad autónoma de Castilla y León, España; es un templo católico, de estilo románico con reformas del siglo XVI.

## Historia
La iglesia, en origen, se construyó en el siglo XI o a comienzos del siglo XII. En el siglo XVI se añadieron la torre y el pórtico. Posteriormente, fue restaurada a finales de los años 1980.

## Descripción

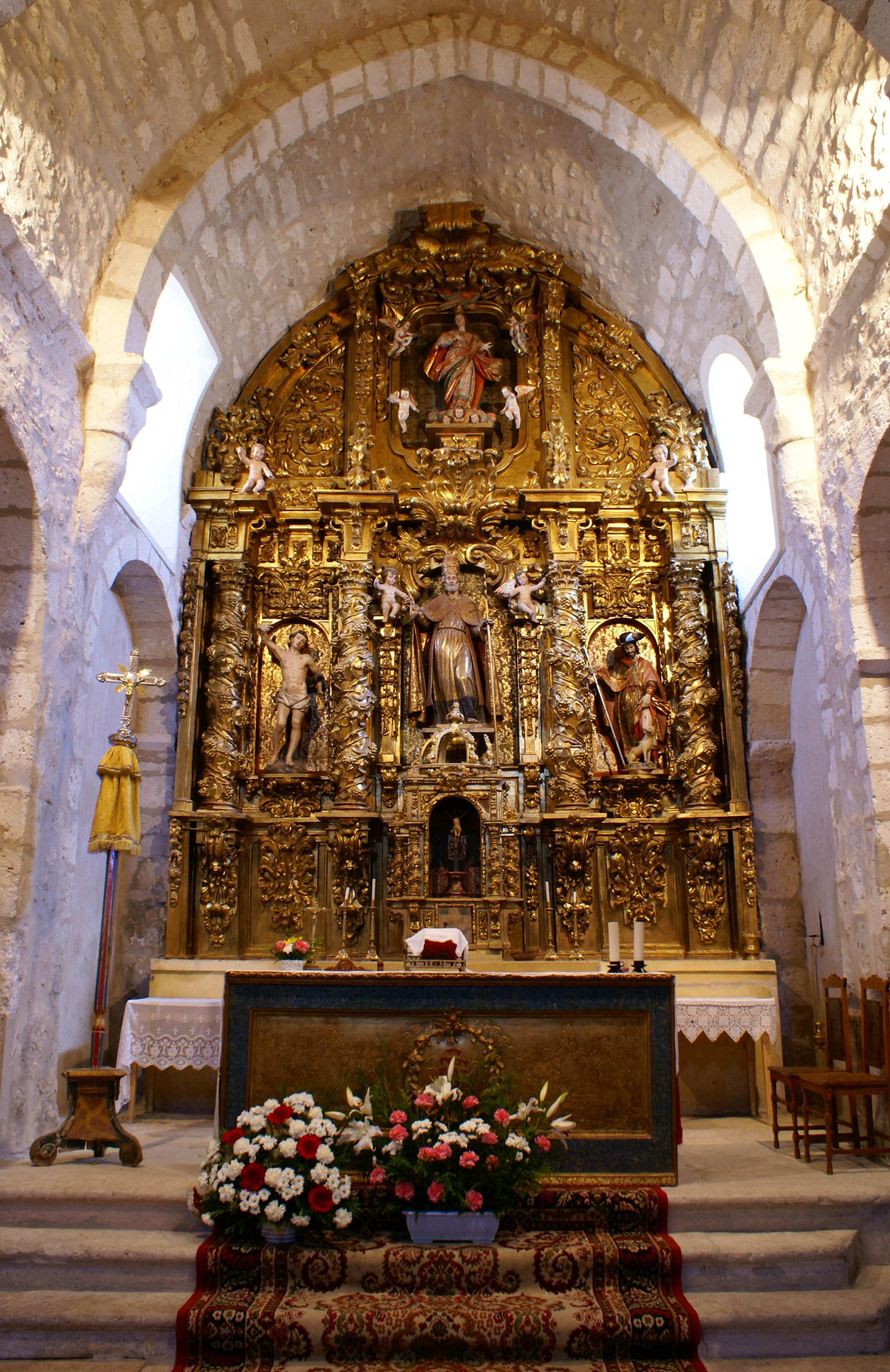
Retablo mayor.

Se trata de un templo de una sola nave con cabecera rectangular. La entrada al templo se realiza por un arco románico de grandes dovelas situado en el porche. Entre la nave y la cabecera se alza un gran arco triunfal apuntado y doblado tardorrománico apoyado en capiteles decorados con formas vegetales y columnas adosadas, el cual ya presenta influencias de la arquitectura cisterciense.
En los muros laterales de la cabecera presenta dos arcos cegados, entre los que se sitúa un arco fajón. En el primero de estos arcos en el lado del Evangelio se sitúa una virgen tardorrománica, y el primer arco del lado de la Epístola da acceso a la sacristía, cubierta con bóveda de cañón apuntada, como el presbiterio.
El retablo mayor es una obra brillante del barroco popular de la provincia de Segovia. La imagen de San Pedro se yergue sobre el sagrario y el expositor. Le flanquean San Sebastián a su derecha y San Roque a su izquierda. En el remate, y presidiendo el conjunto, la Asunción.
El coro mudéjar de la iglesia es de bella factura, realizado en madera y apoyado en dos cuerpos triangulares sobre dos vigas. Está decorado con estrellas de ocho puntas y en la parte del muro sur, presenta unos canecillos de madera decorados con rostros humanos. Su realización guarda relación con la del coro de la iglesia de la Vera Cruz de Cuevas de Provanco o con la del artesonado del Palacio de Pedro I el Cruel de Cuéllar.
El arco del lado de la Epístola alberga tres esculturas: un corazón de María, una virgen del Rosario y un corazón de Jesús. El del lado del Evangelio alberga una Inmaculada, un San José con el niño que procesiona durante la fiesta del Patrocinio de San José y un corazón de Jesús.